# 43-ти северен паралел
43-тият северен паралел или 43° северна ширина e паралел, който се намира на 43° северно от екваториалната равнина. От началния меридиан на изток прекосява Европа (вкл. и България), Средиземно море, Азия, Тихия океан, Северна Америка и Атлантическия океан.
В подробности, от началния меридиан на изток, преминава през Франция, Средиземно море, Италия, Адриатическо море, Хърватско, Босна и Херцеговина, Черна гора, Сърбия, Косово, България (преминава през София), Черно море, Грузия, Русия, Каспийско море, Казахстан, Узбекистан, Киргизстан, Китай, Монголия, Северна Корея, Японско море, Япония, Тихия океан, САЩ (преминава през щатите Орегон, Айдахо, Уайоминг, границата между Южна Дакота и Небраска, Южна Дакота, Айова, Уисконсин), езерото Мичиган, Канада (преминава през Онтарио), САЩ (щатите Ню Йорк, Вермонт и Ню Хампшир), Атлантическия океан, Испания и Франция.